# Equilibriocepción

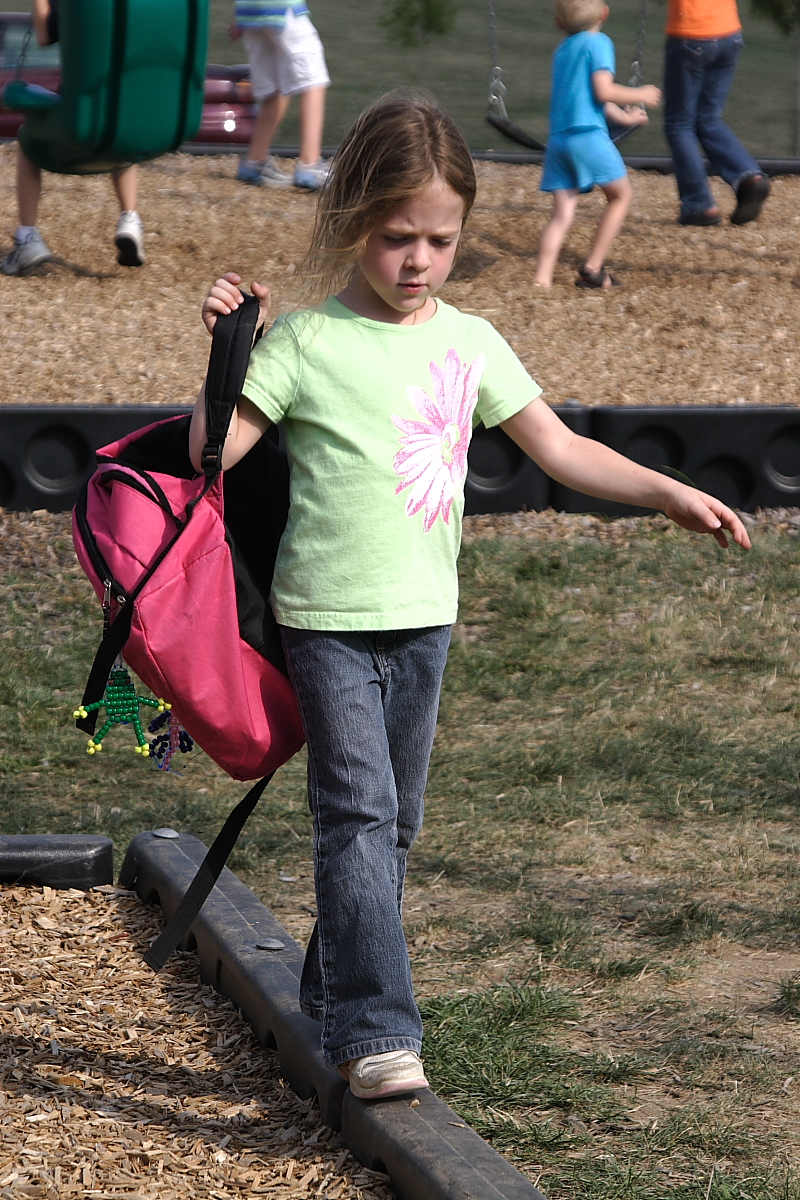
Niña pequeña haciendo equilibrios al caminar sobre una barra estrecha.

La equilibriocepción o sentido del equilibrio es uno de los sentidos fisiológicos. Les permite a humanos y animales caminar sin caerse. Algunos animales son mejores en esto que los humanos; por ejemplo, los gatos, que pueden caminar sobre una valla finísima usando su oído interno y cola para equilibrarse. Los animales evalúan y responden a los desplazamientos del equilibrio, donde el cuerpo se encuentra en equilibrio respecto a la gravitación, la aceleración y otras fuerzas que afectan a su posición y movimiento. Incluso las medusas se enderezan a sí mismas luego de voltearse de cabeza. Los primeros órganos del equilibrio evolucionaron entre los peces, anfibios, reptiles y tenían poco o nada que ver con la audición.
Al interrumpirse el sentido del equilibrio se producen mareos, desorientación y náuseas. El equilibrio puede verse afectado por la enfermedad de Ménière, una afección del oído interno de etiología desconocida. También puede ser afectado temporalmente por movimientos rápidos y vigorosos; por ejemplo, después de dar vueltas en una calesita.
La mayoría de los astronautas sienten que su sentido del equilibrio se halla afectado estando en órbita debido a que se encuentran en una caída libre constante. Esto causa una forma de mareo llamada mareo espacial.

La equilibriocepción de animales invertebrados es completamente diferente, y reside en otro órgano llamado estatocisto, que detecta la posición de pequeñas rocas calcáreas para determinar hacia donde es “arriba”.

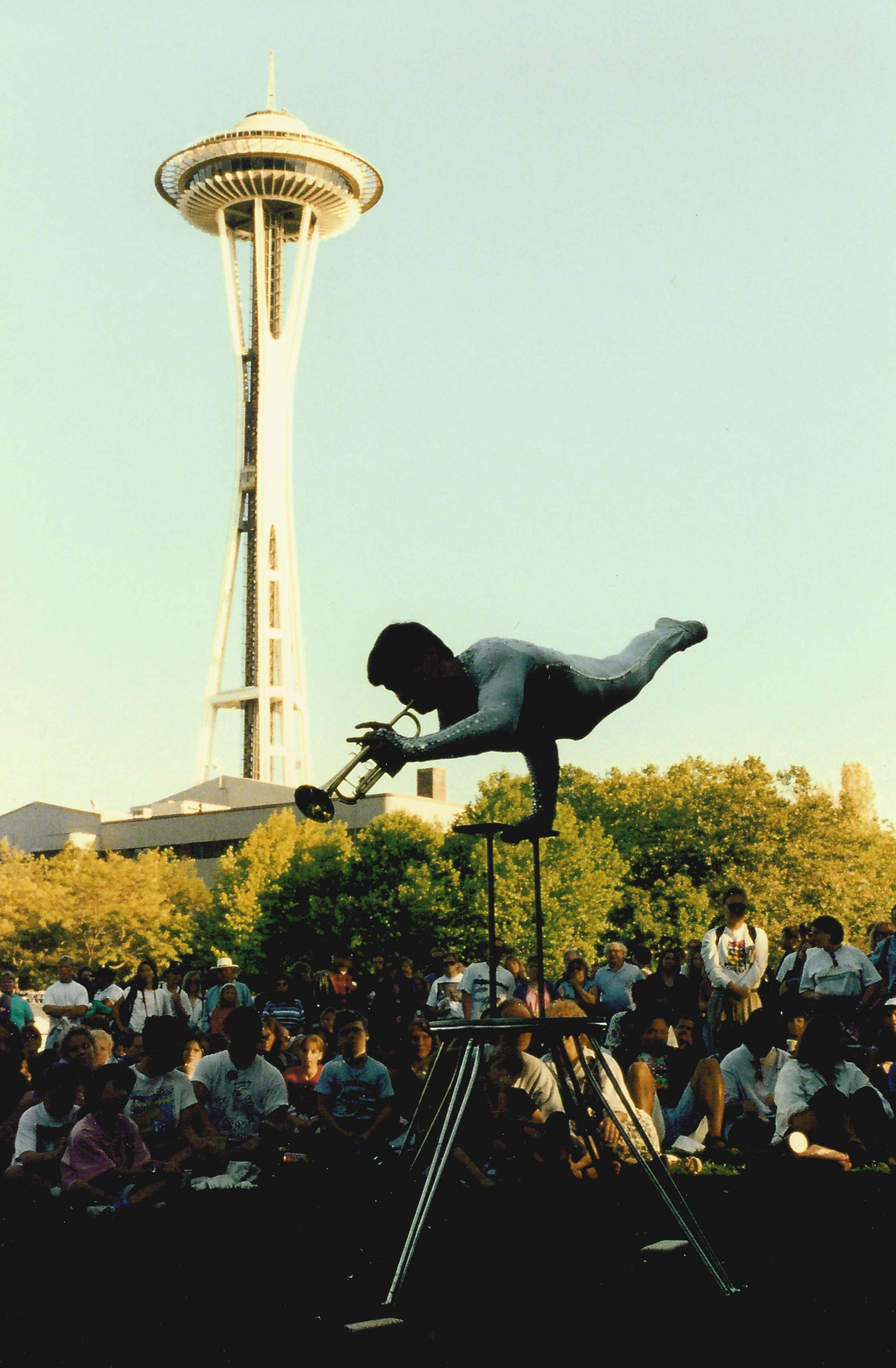
Acróbata en equilibrio ejecuta una trompeta, Bumbershoot festival, Seattle, Washington.

## Sistema vestibular

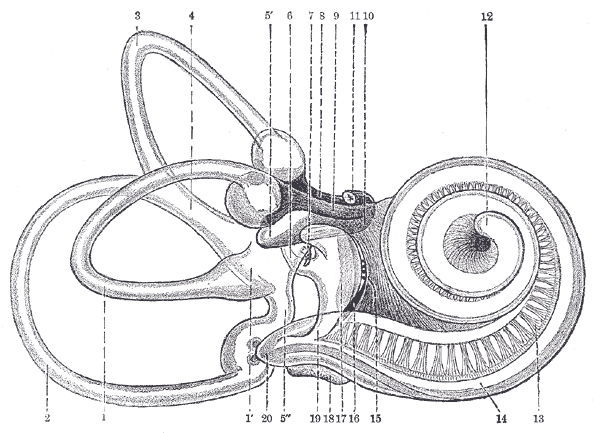
Membrana del laberinto derecho humano, retirada de su recinto óseo y visto anterolateralmente.

Utrículo y sáculo. Son órganos en forma de cámara llena de endolinfa. El utrículo está orientado en el plano horizontal y el sáculo en el plano vertical. Las paredes están cubiertas de máculas, es decir de placas de células ciliadas. El material gelatinoso que los recubre puede contener partículas de calcio, u otolitos, u otoconias, que sirven de masa inerte. Cuando hay un movimiento, la inercia de las otoconias les hace desplazar los cilios. Hay un cilio más grande que se llama el cinocilio, y otros más pequeños que se llaman estereocilios. Cuando estos se desplazan hacia el cinocilio, se produce una despolarización que desencadena un potencial generador y transmite la información hacia la corteza cerebral opuesta. En la dirección opuesta se produce una hiperpolarización, y la falta de señal es también transmitida.

## Canales semicirculares
Están dispuestos en el oído interno en los tres planos del espacio. Constan de tres conductos llenos de endolinfa, abiertos por ambos extremos a una expansión del utriculo, el vestíbulo. Presentan un ensanchamiento denominado ampolla, en la que se encuentran las células ciliadas dispuestas sobre una cresta. Las células están embebidas en la cúpula, un material gelatinoso que puede oscilar. Cuando se empieza un movimiento de rotación, la cúpula, debido a su inercia, no se mueve, y eso actúa sobre las células ciliadas que se despolarizan o se hiperpolarizan según la dirección, la presión del líquido doble la cúpula, y también las Células Pilosas, deformando su membrana plasmática, con lo cual surgen potenciales de acción. Estas células pilosas hacen sinapsis con neuronas sensoriales, cuyos axones convergen y forman un nervio vestibular que va al cerebro.

## Desarrollo del equilibrio y el movimiento
El sentido del equilibrio es el que nos da lo que se llama conciencia espacial, y las fuentes o vías de información que nos transmiten los eventuales cambios en esta relación son la vista, el laberinto posterior y la sensibilidad propioceptiva en las articulaciones, músculos y la sensibilidad exteroceptiva táctil.
La vista informa de los movimientos de los objetos y de su situación relativa. La sensibilidad propioceptiva informa de los cambios de posición de la cabeza con respecto al resto del cuerpo y las plantas de los pies al contacto con el suelo, destacando el importante papel de la cabeza con respecto al resto del cuerpo. El laberinto posterior capta los desplazamientos espaciales de nuestro cuerpo.
Hay dos tipos de equilibrio, el equilibrio en reposo o capacidad para mantener una postura adecuada sin desplazarse y el equilibrio móvil o capacidad para mantener una postura adecuada sin estar totalmente en reposo. El Desarrollo del equilibrio sigue diversas fases y evoluciona paralelo al desarrollo psicomotor.
- En el caso del equilibrio estático se desarrolla hacia los 6 años.
- Por el contrario el equilibrio dinámico se desarrolla a partir de los 9 años. Declinando dicho equilibrio a partir de los 35-40 años.

- El equilibrio no es una función innata.
- La fase sensible de mejora en el Sistema Nervioso Central se da
entre los 5 y los 12 años.
Actividades para el desarrollo del equilibrio:
- Equilibrio estático, que incluye la capacidad de mantener el equilibrio con distintos puntos de apoyo o sobre superficies inestables y mantener el equilibrio sobre una base cada vez más pequeña.
- Equilibrio dinámico

- Realizar diferentes desplazamientos: correr, andar, saltar...
- Andar sobre cuerdas, sobre una línea pintada en el suelo...
- Equilibrio dinámico sobre objetos

- Sobre bicicleta, patines, esquís cooperativos, zancos...
- Equilibrio dinámico portando objetos

- Mantener una pelota sobre la cabeza.
- Caminar sobre un banco sueco en cuadrupedias, llevando una pelota sobre la espalda...